# Oryzomyini
Oryzomyini hay còn gọi là chuột gạo là một tông chuột trong họ chuột Cricetidae thuộc bộ gặm nhấm, chúng được phân loại trong phân họ Sigmodontinae. Chúng thuộc nhóm chuột Tân thế giới có phạm vi phân bố từ Hoa Kỳ cho đến tận Nam Mỹ. Hầu hết các loài chuột gạo này có ngoại hình tương đồng với chuột nhà và chuột cống.

## Các chi
Tông này có 30 chi với tổng cộng 120 loài:
- Aegialomys
- †Agathaeromys
- Amphinectomys
- †Carletonomys
- Cerradomys
- Drymoreomys
- †"Ekbletomys"
- Eremoryzomys
- Euryoryzomys
- Handleyomys
- Holochilus
- Hylaeamys
- Lundomys
- †Megalomys
- Melanomys
- Microakodontomys
- Microryzomys
- Mindomys
- Neacomys
- Nectomys
- Nephelomys
- Nesoryzomys
- †Noronhomys
- Oecomys
- Oligoryzomys
- Oreoryzomys
- Oryzomys
- †Pennatomys
- Pseudoryzomys
- †Reigomys
- Scolomys
- Sigmodontomys
- Sooretamys
- Transandinomys
- Zygodontomys